# 国际船舶载重线公约
国际船舶载重线公约（英語：International Convention on Load Lines），简称载重线公约（英語：CLL），是国际海事组织（时称政府间海事咨询组织）制订的国际公约。包括1930年和1966年两份文本，以及若干修正案。1966年公约优先于1930年公约，并于1968年7月21日生效。

## 1930年公约内容
1930年公约规定了未依公约及附件勘划标志（载重线）的船舶不得从事国际航行。
公约还对装运木材的轮船、邮轮、特种船舶的载重线进行规定。

#### 国际船舶载重线证书
公约规定对根据本公约检验和勘划标志的船舶，应该颁发“国际船舶载重线证书”。

## 1966年公约内容
相比于1930年公约，1966年公约更为详尽。1966年公约排除了军舰、长度小于24米的新船、大于150吨的现有船舶、非营业游艇和渔船等例外，对里海等水域也做了排除。公约在修理改装和改建、地带和区域、载重线的浸没、检验检查和勘划标志、初次和定期的检验和检查等方面都做了更具体的规定。